# كويتزالتنانغو
كويتزالتنانغو (بالإنجليزية: Quetzaltenango)‏ هي مدينة، تتبع إدارة كويتزالتينانغو، هي عاصمة لوس ألتوس، وإدارة كويتزالتينانغو، بلغ عدد سكانها 500000 نسمة، تبلغ مساحتها 127 كيلومتر مربع، رمزها البريدي هو 09001.

## الموقع
تشترك في الحدود مع:
- Concepción Chiquirichapa [الإنجليزية]‏
- Almolonga, Quetzaltenango [الإنجليزية]‏
- Cantel, Guatemala [الإنجليزية]‏
- Zunil [الإنجليزية]‏
- Olintepeque [الإنجليزية]‏
- San Andrés Xecul [الإنجليزية]‏
- Salcajá [الإنجليزية]‏.

## مدن توأم
المدن التوأم:
- سان خوسيه، كوستاريكا
- كامبيتشي
- تورينو
- كوبان، غواتيمالا.

## أعلام
- رودولفو روبلس
- جاكوبو أربينز
- خيسوس كاستيلو
- مانويل إسترادا كابريرا
- خورخي إينيس
- بلانكا فيشر
- مانويل ليساندرو بارياس برسيان